# Opéra Bastille
Opéra Bastille (Opera Bastila) je operní dům v Paříži, který využívá Opéra national de Paris a Orchestre de l'Opéra de Paris. Nachází se na Place de la Bastille ve 12. obvodu na místě bývalého nádraží Bastily. Budovu navrhl architekt Carlos Ott a byla slavnostně otevřena 13. července 1989 u příležitosti 200. výročí pádu Bastily.

## Historie
Prezident François Mitterrand rozhodl v roce 1982 o postavení nové opery v Paříži kvůli nedostatečné kapacitě dosavadní Opery Garnier. Jako stanoviště bylo vybráno místo nádraží Bastily mezi ulicemi Rue de Lyon a Rue de Charenton na Place de la Bastille. V roce 1983 byla vyhlášena mezinárodní architektonická soutěž, ve které zvítězil Carlos Ott. V roce 1984 začaly demoliční práce na nádražní budově, zavřené již od roku 1969. Operní dům byl slavnostně otevřen dne 13. července 1989 během oslav 200. výročí útoku na Bastilu. Pravidelná představení se hrají od 17. března 1990. Prvním představením pro veřejnost byla opera Trójané od Hectora Berlioze.

## Kapacita
- Velký sál: 2703 míst
- Liebermannův sál: původně měl být tento sál nastavitelný pro 300-1200 osob, ale nakonec nebyl nikdy realizován. Prostor byl změněn v roce 2005 na zkušebnu pro orchestr.
- Amfiteátr: 500 míst
- Studio: 237 míst
- Budova má rozlohu 155 000 m2, kam se vejde celkem asi 4000 osob